# Cozzo
Cozzo est une commune de la province de Pavie, dans la région Lombardie, en Italie.

## Administration
| Période                                  | Période | Identité | Étiquette | Qualité |
| ---------------------------------------- | ------- | -------- | --------- | ------- |
|                                          |         |          |           |         |
| Les données manquantes sont à compléter. |         |          |           |         |

### Communes limitrophes
Candia Lomellina, Castelnovetto, Langosco, Rosasco, Sant'Angelo Lomellina, Valle Lomellina, Zeme.